# Guillem Bestard Cànaves
Guillem Bestard Cànaves   (Pollença, 1881 - Londres, 1969) fou un pintor i fotògraf mallorquí.

## Biografia
Nasqué al carrer Major de Pollença, fill del taverner Josep Bestard i de Margalida Cànaves, a una casa que era un hostal on recalaven molts dels viatgers que passaven per Pollença. L'hostal era un lloc de tertúlia de persones locals i externes. Quan tenia desset anys va fer amistat amb un d'aquests viatgers, un pintor alemany que ja manejava una càmera fotogràfica. Amb ell va aprendre l'essencial de la fotografia. En un altre viatge, aquest viatger li regalà una càmera. A partir d'aquí s'inicià la trajectòria de Bestard com a fotògraf. Va ser secretari i director de la Caixa d'Estalvis de Colonya entre 1919 i 1940. Fou un dels impulsors del Club Pollença. Vidu i amb un fill, la seva segona esposa va ser la científica i pedagoga Margalida Comas Camps, amb qui es va casar el 1931. L'esclat de la Guerra Civil va separar el matrimoni, que no es va poder tornar a reunir fins al 1946. El 1947 passà a residir a Anglaterra, on mantingué la seva activitat de fotògraf i pintor. Tornà a Mallorca el 1955, amb motiu d'una exposició d'homenatge organitzada al Círculo de Bellas Artes de Palma. El 2018 fou nomenat fill il·lustre de Pollença.

## El fotògraf
Va arribar a ser un destacat fotògraf, amb estudi a Pollença i, des del 1932, a Barcelona, amb un taller especialitzat en targes postals. Quan va obrir l'estudi fotogràfic a Pollença va adquirir una gran popularitat. L'estudi era senzill, retratava al porxo de la casa, on tenia un gran finestral i molt lluminós. Acomodava els clients en un seient de fusta d’olivera. Estaven drets o recolzats a una petita columna ben endiumenjada. A dins l'estudi hi tenia un banc de fusta per asseure als infants. Aquest banc tenia una altura apropiada per tal que la mare agenollada al darrere aguantava l’infant sense que fos vista. Encara es poden veure retrats d’època on s'aprecia com es col·locaven, o bé era l’artista que els deia com col·locar-se. Creà un nou tipus de paper fotogràfic, amb una emulsió elaborada amb goma aràbiga i sals metàl·liques, que millorà la definició als retrats. A l’Exposició Internacional de París del 1910, obtingué el primer premi de fotografia artística. Va ser corresponsal gràfic de The National Geographic Magazine, del diari madrileny El Sol i d'altres publicacions local, com és ara Baleares. Enregistrà els esdeveniments socials i culturals més importants que s'esdevingueren a Pollença i Alcúdia. Deixà per a la posteritat un llegat d’imatges sobre la vida quotidiana, els inicis del turisme, els oficis, les tradicions i els principals esdeveniments de Mallorca, especialment de Pollença.

## El pintor
També és destacable la seva obra pictòrica. Amic d'Hermenegild Anglada Camarassa, Tito Cittadini i Joaquim Sorolla, els quals influïren en la seva obra, de temàtica paisatgística, lligada al modernisme i a la pintura a l'aire lliure. Identificat amb l'anomenada Escola de Pollença realitzà reportatges dels pintors residents a la cala de Sant Vicent (Anglada, Berman, Montenegro) i dels artistes que visitaven la zona, com Andrés Segovia. En Guillem acompanyava els artistes i els mostrava els llocs més artístics i pintorescs tant del camp com de vorera de mar. Mantenia llargues converses amb ells i els fotografiava, com va fer amb Sorolla quan anà a pintar la Cala Sant Vicent, o el pintor cubà Domingo Ramos que mostrava especial predilecció per les oliveres mil·lenàries. També anava creant les seves pròpies obres pictòriques, sense deixar d’atendre la fotografia. Exposà a Londres, Bordeus, Palma i Plymouth.

## El Fons Bestard
El fons fotogràfic de Guillem Bestard, integrat per més de 30.000 plaques de vidre, negatius flexibles, diverses càmeres i accessoris de laboratori, es conserva a Pollença, al casal de Can Llobera, gràcies a l'adquisició feta per l'Ajuntament de Pollença l'any 2018, de l’arxiu fotogràfic que inicià Guillem Bestard, continuat pel seu fill Josep, i seguit per Joan Cerdà amb les seves filles Maria, Margalida i Cristina. Una mostra del seu treball fou recollida a l'obra L'art fotogràfic de Guillem Bestard (1083).